# Galaxias rekohua
Galaxias rekohua é uma espécie de peixe da família Galaxiidae.
É endémica da Nova Zelândia.